# إمبراطورية تولتيك
وفقًا لتاريخ أمريكا الوسطى، كانت الإمبراطورية تولتيك (بالإنجليزية: Toltec Kingdom أو Altepetl Tollan) كيانًا سياسيًا في المكسيك. وُجِدت خلال الفترة الكلاسيكية وما بعد الكلاسيكية قي التسلسل الزمني في أمريكا الوسطى، حيث اكتسبت معظم قوتها في مرحلة ما بعد الكلاسيكية. خلال هذا الوقت اتسع مجال تأثيرها ليشمل أماكن بعيدة مثل شبه جزيرة يوكاتان.
كانت عاصمة هذه الإمبراطورية تولا، في حين أن المدن الهامة الأخرى تشمل تولانسينغو وهوبالكالكو، على الرغم من أن بعض المدن البعيدة مثل تشيتشن إيتزا وكوبا كانت تحت سيطرة تولتيك على ما يبدو.

## نبذة تاريخية

### الفترة الكلاسيكية

#### قبل تولا
في أوائل القرن التاسع عشر، جمع مؤرخون مثل ماريانو دي فييتيا وكارلوس ماريا دي بوستامانتي تقاليد شفهية حول أصول التولتيك. وفقًا لهذه الروايات، كان هناك مدينة تُسمى «تلاتشيكاتزين» تقع في بلد تحكمه مدينة «هويهويتلابالان»، وأطلق سكانها على أهل تلاتشيكاتزين اسم «تولتيكاه» نظرًا لشهرتهم كحرفيين ماهرين. في عام 583، قاد شخصان بارزان يُدعيان تشالكالتزين وتلاكاميكتزين تمردًا من قبل التولتيك ضد حكامهم في هويهويتلابالان. بعد ثلاث عشرة سنة من المقاومة، انتهى بهم الأمر بالفرار من تلاتشيكاتزين. لاحقًا، أسس بعض أفراد التولتيك مستوطنة جديدة تُدعى «تلابالانكونكو» في عام 604.
تُعتبر هذه الروايات حول أصول التولتيك محل نزاع من قبل علماء الآثار والمؤرخين مثل مانويل جاميو، إنريكي فلوريسكانو، ولوريت سيجورني، الذين ربطوا مدينة تولتك «تولان» بمدينة «تيوتيهواكان». ومع ذلك، تعرضت هذه الفرضية للانتقاد من قبل العديد من العلماء، أبرزهم المؤرخ ميجل ليون بورتيا.

#### الوصول إلى تولا والحكام الأوائل
وفقًا لحوليات كواوتيتلان، ظهر شعب تولتيك في عام السنة 1-أرنب (674)، وهو العام الذي أسسوا فيه دولة دينية لحكم أنفسهم، والتي أصلحت لاحقًا إلى ملكية نحو عام 700 مع تنصيب ميميكوامازاتزين. (ترجم بعض المؤلفين مثل جون بيرهورست حوليات كواوتيتلان على أنها تنص على أن تولتيك وصلوا إلى تولا في عام 726 وأسسوا ملكيتهم في عام 752).
سُجل التاريخ الأسري للتولتيك في العديد من المصادر التي تعود إلى ما قبل كولومبوس والعصر الاستعماري، على الرغم من وجود تناقضات في معظمها. تقول بعض المصادر أن رجلًا يُدعى هوماك كان زعيم التولتيك عندما وصلوا إلى تولا، بينما تبدأ مصادر أخرى قائمة حكام التولتيك، أو التلاتواني، بتشالتشيوتلانيتسين ميكسكواماتزاتزين أو حتى سي آكاتل توبيلتزين كيتزالكواتل.
تحقق مؤرخون مثل ألفريدو شافيرو من القوائم المقترحة العديدة لحكام تولتيك الواردة في أعمال مؤلفين مثل فرناندو دي ألفا إكستليلكسوتشيتل وخوان دي توركيمادا، وفي مصادر مجهولة مثل خوان دي توركيمادا. وفقًا لشافيرو، قادته أبحاثه إلى استنتاج أن معظم الروايات التقليدية عن ملوك تولتيك ليست موثوقة لأنها سُجلت بأسلوب مشابه لأسلوب أغنية البطولة في العصور الوسطى، وهو الأمر الذي أصبح واضحًا بمجرد إدراكه أن معظم عهود ملوك تولتيك استمرت 52 عامًا، وهي بالضبط مدة دورة 52 عامًا من تقويمات أمريكا الوسطى، والمعروفة في الناواتل باسم شيهومولبيلي. لذلك، خلص شافيرو إلى أن معظم الروايات والمغامرات الملكية التقليدية لتولتيك يجب أن تكون أسطورية بطبيعتها.
وفقًا لإحدى تلك الأساطير، اخترع رجل تولتيكي يُدعى بابانتزين أثناء حكم تيكبانكالتسين إيزتاكالتزين نوعًا من الشراب المخمر المصنوع من نبات الأغاف الأمريكي. أرسل ابنته زوتشيتل مع وعاء من الشراب المخمر، المعروف اليوم باسم بولكي، كهدية لتلاتواني من تولتيك (في بعض الروايات ذهب بابانتزين مع زوتشيتل). وقع تيكبانكالتزين في حب الفتاة، التي استمرت في القدوم بمزيد من أوعية البولكي من وقت لآخر. بعد المزيد من الزيارات، منح التلاتواني الأراضي ووضع النبلاء لبابانتزين، وتزوج في النهاية من زوتشيتل، التي أنجبت صبيًا يُدعى ميكونيتسين (طفل الأغاف في الناواتل)، والذي أصبح أمير تولان.
بين عامي 900 و950، خضعت تولان لعملية إعادة تطوير حضرية كبرى إذ تخلوا عن المركز الحضري الأصلي، المعروف اليوم باسم تولا تشيكو (تولا الصغيرة)، إلى حد كبير لصالح منطقة جديدة، وفي النهاية تحددت معظم المباني الدينية والسياسية الرئيسية، مثل قصر كويمادو (القصر المحروق). تُعرف هذه المنطقة الجديدة اليوم باسم تولا غراندي (تولا الكبرى). بحلول هذا الوقت أيضًا، أصبحت تولان نقطة جذب للمهاجرين من المناطق المحيطة، مما أعطى المدينة عددًا كبيرًا من السكان المتنوعين عرقيًا، وكانت نونوالكا وتشيتشيميكا أهم المجموعات في المدينة.

#### عهد كيتزالكواتل
وفقًا لحوليات كواوتيتلان، حَكم مدينة تولان-شيكوكوتيتلان الكاهن- الملك سي أكاتل توبيلتزِن كيتزالكواتل في الفترة بين عامي 923 و947. وُلد هذا الحاكم في عام 895 في منطقة تُدعى ميشاتلاوكو، والتي يُرجح عالم الآثار المكسيكي ويغبيرتو خيمينيز مورينو أنها تقع بالقرب من بلدة تيبوزتلان الحالية، في ولاية موريلوس المكسيكية.
اعتبِر كيتزالكواتل حاكمًا حكيمًا وخيرًا، جعل من تولان «مدينة مزدهرة تمتع سكانها -التولتيك- بصفات عظيمة». في الوقت نفسه نُظر إليه باعتباره رجلًا مقدسًا وورعًا، ومارس بانتظام أعمال التوبة. وعظ سي أكاتل توبيلتزين ضد ممارسة التضحيات البشرية، بحجة أن الإله الأعلى الذي اتخذ اسمه لنفسه لم يكن راضيًا عن ممارسة القتل الطقسي.
وفقًا لبرناردينو دي ساهاجون، زار رجل مسن (يقال إنه تيزكاتليبوكا متنكرًا) توبيلتزين كيتزالكواتل ذات يوم وعرض عليه دواء من شأنه أن يجعله أصغر سنًا. كان هذا الدواء عبارة عن وعاء من البولكي، وبعد تذوقه، دعا الملك أخته الكاهنة كيتزالكواتل لشربه معه، وسرعان ما سكر كلاهما بعد ذلك. بسبب سكرهما، نسي الشقيقان واجباتهما المقدسة وتصرفا بشكل مخزٍ، مما أضر بسمعتهما. بعد هذا الإذلال، غادر كيتزالكواتل تولان في عام 947، وسافر إلى الشرق، إلى أرض تلابالان الأسطورية، والتي كانت تقع وفقًا للتقاليد على ساحل خليج المكسيك. هناك، أخذ كيتزالكواتل زورقًا وأحرق نفسه.

#### الصراعات الداخلية والاستيطان في يوقطان
يزعم بعض المؤلفين، مثل المؤرخ المكسيكي فيسينتي ريفا بالاسيو، أن كيتزالكواتل توفي في وقت سابق، في عام 931؛ وأن هذا الحدث من شأنه أن يؤدي إلى عدم الاستقرار السياسي في تولان، مما يؤدي في النهاية إلى هجرة مهمة للتولتيك إلى أجزاء أخرى من أمريكا الوسطى نحو عام 981، وخاصة إلى شبه جزيرة يوقطان، حيث استقروا بشكل أساسي في مدينة أوكسمال. بغض النظر عن التاريخ الدقيق لوفاة كيتزالكواتل، تشير الروايات التقليدية إلى أنه في نهاية القرن العاشر، اندلعت حرب دينية بين أعضاء طائفة تيزكاتليبوكا وأنصار كيتزالكواتل. لم يفضل أتباع كيتزالكواتل التضحيات البشرية واسعة النطاق، والتي قمعها إلى حد كبير سي أكاتل توبيلتزين خلال حكمه، بينما اعتبرها أتباع تيزكاتليبوكا جزءًا أساسيًا من دينهم. كما أن أنصار كيتزالكواتل وإصلاحاته كانوا في الغالب من خلفية نونوالكا في حين أن أنصار عبادة تيزكاتليبوكا كانوا في الغالب من خلفية تشيتشيميكا.
وفقًا لدييغو دوران، كان الصراع قصيرًا، ولكن في النهاية اندلعت حرب ثانية بين المجموعتين. استمرت هذه الحرب منذ عام 1046 وحتى عام 1110، وانتهت بهزيمة أتباع كيتزالكواتل. بسبب العنف، فر العديد من أولئك الذين دعموا سي أكاتل توبيلتزين من تولان، مع توجه جزء كبير من هؤلاء المنفيين نحو المنطقة الثقافية للمايا. وفقًا لعالم الآثار المكسيكي رومان بينيا تشان، قُدمت عبادة كيتزالكواتل (المعروفة باسم كوكولكان في يوكاتان) في المنطقة من قبل الإيتزا نحو عام 987 م. كان شعب الإيتزا مجموعة مختلطة من أصل بوتون مايا وتولتيك، والتي رحبت بالمهاجرين من زمن تولان الذين انتقلوا إلى شبه جزيرة يوقطان، وتبنت التعاليم الدينية للتولتيك.
بينما كانوا يسافرون جنوبًا، يبدو أن بعض أتباع سي أكاتل توبيلتزين قد حذوا حذوه وتبنوا اسم كيتزالكواتل بالإضافة إلى نظيريه في حضارة المايا، «كوكولكان» و«كيوكومتز». وفقًا للمؤرخ المكسيكي ميغيل ليون بورتيلا، فإن هؤلاء القادة الجدد «كيتزالكواتل» غالبًا ما قادوا أتباعهم إلى أعمال عسكرية ضد شعوب المايا. وأصبحت مآثر هؤلاء الشخصيات مصدر سوء فهم وارتباك للباحثين على مر القرون، وغالبًا ما جرى الخلط بينهم وبين سي أكاتل توبيلتزين نفسه.